# Pereskia bleo
Pereskia bleo – gatunek rośliny  z rodziny kaktusowatych. Pochodzi z Kolumbii, Panamy.

## Morfologia

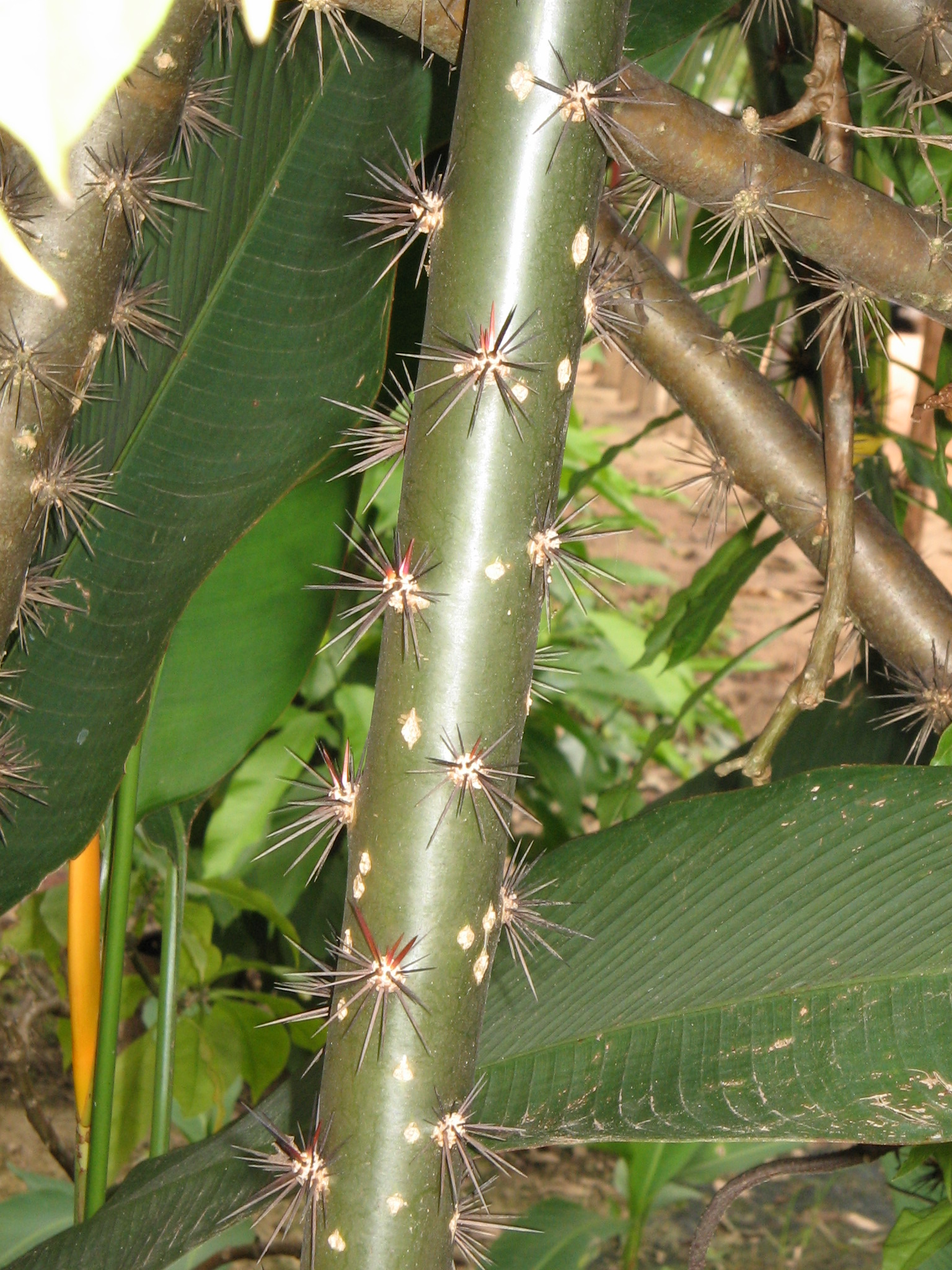
Pereskia bleo – pęd

Sukulent, roślina krzaczasta, dorastająca do 7 m wysokości, z licznymi pędami bocznymi, które są początkowo czerwone, a potem zielenieją. Ma żywozielone liście, długości do 20 cm i szerokości 5 cm. Z każdej areoli wyrasta po 5-6 cierni różnej długości. Kwiaty różowawoczerwone, zebrane po 2-4 w kwiatostany, mają około 4 cm średnicy. Kwitnie latem. 